# Municipio de Farmington (condado de Washington)
El municipio de Farmington (en inglés: Farmington Township) es un municipio ubicado en el condado de Washington en el estado estadounidense de Kansas. En el año 2010 tenía una población de 165 habitantes y una densidad poblacional de 1,76 personas por km².

## Geografía
El municipio de Farmington se encuentra ubicado en las coordenadas 39°51′53″N 97°4′56″O / 39.86472, -97.08222. Según la Oficina del Censo de los Estados Unidos, el municipio tiene una superficie total de 93.81 km², de la cual 93,55 km² corresponden a tierra firme y (0,28 %) 0,26 km² es agua.

## Demografía
Según el censo de 2010, había 165 personas residiendo en el municipio de Farmington. La densidad de población era de 1,76 hab./km². De los 165 habitantes, el municipio de Farmington estaba compuesto por el 96,97 % blancos, el 0,61 % eran amerindios y el 2,42 % eran de una mezcla de razas. Del total de la población el 0 % eran hispanos o latinos de cualquier raza.